# António Justo
António da Cunha Duarte Justo (* 1947 in Arouca, Portugal) ist Publizist, Theologe, Philosoph und Schriftsteller.
Derzeit (2023) ist er Vorsitzender und Publizist des „Kunst- und Kulturvereins ARCADIA e.V.“ sowie Tourismusmanager bei „Quinta Outeiro da Luz“.

## Leben
Justo absolvierte das Studium der Philosophie und der Katholischen Theologie an der Katholischen Universität Portugal in Lissabon (ISEE) und an der Philosophisch-Theologischen Hochschule Benediktbeuern, Deutschland (UPS). Zudem absolvierte er ein Studium der Erziehungswissenschaften an der Universidade Aberta (UAb) in Lissabon.
1977 wurde António Justo Priester in der Kongregation der Salesianer in Lissabon. Er übte Lehrtätigkeiten sowie pastorale und psychopädagogische Tätigkeiten in verschiedenen Städten Portugals sowie in Paris, Kassel und Kaiserslautern aus. Als Gastdozent lehrte er an der Universität Kassel.
Nachdem er das Ordensleben aufgegeben hatte, heiratete Justo 1980 die Künstlerin und Buchautorin Carola Justo.
Er ist Vater der Theaterschauspielerin und Meditationslehrerin Graciette Justo und dreier weiterer Kinder.

## Wirken
Von 1980 bis 2012 war Justo Lehrer für Portugiesisch und Ethik im hessischen Schuldienst.
Von 1988 bis 1992 war Justo Chefredakteur der Zeitschrift „Gemeinsam“ der Stadt Kassel, wie auch von 1984 bis 1992 Öffentlichkeitsreferent und später Vorsitzender des Ausländerbeirats der Stadt Kassel.
Er ist Initiator und Mitbegründer der Sektion SPE (Gewerkschaft portugiesischer Lehrer im Ausland) der Gewerkschaft FENPROF.
Außerdem Kolumnist der Zeitungen „Povo de Portugal“
und "Jornal de Oleiros", Publizist und Mitarbeiter bei "BOM DIA", "Gente de Opinião" in Brasilien und bei "PressReader" in Angola. Außerdem ist Justo Deutschlandkorrespondent für Sôl Português, Canada.
2011–2018 war Justo Vorstandsmitglied des Kunst- und Kulturvereins Baunatal e.V.
Zudem war er Vertreter der Lehrer und Lehrerinnen für den muttersprachlichen Portugiesisch-Unterricht in Deutschland.
2011 war Justo Beiratssprecher des Portugiesischen Vizekonsulats in Frankfurt und Koordinator und Redner der Demonstration gegen die Schließung des Vizekonsulats in Frankfurt mit rund 1.000 Portugiesen und zahlreichen portugiesischen Vereinen.

## Werke
António Justo hat zahlreiche Artikel, Essays und zwei Bücher veröffentlicht, und ist Kommentator zu aktuellen politischen und sozialen Themen in portugiesischsprachigen Ländern wie auch in Deutschland.
Bücher
- Luther garantiert die Emanzipation als treibendes Prinzip der Moderne. Sachbuch. Selbstverlag, 2017.[25]
- Nas pegadas da poesia (Auf den Spuren der Poesie). Oxalá Editora.[26]

Beiträge in Anthologien
- Poetas Lusófonos na Diáspora – Antologia – II Volume. Oxalá Editora[27]
- Dichter in der Diáspora – Antologia 1 + 3. Oxalá Editora, 2016[28]
- II Colectânea de Poesia Lusófona em Paris. Portugal Mag, 2018[29]

Artikel und Essays in deutscher Sprache
- Theologische Studien. Fachzeitschrift Brotéria, 1977
- Broschüre Kommunalwahlrecht für Ausländer - Argument. Rat der Stadt Kassel, Februar 1987.[30]
- Politische Mitbestimmung für Ausländer/innen: Der Eiertanz der Politiker. in Essay, Zeitschrift für Kontroverses aus Politik, Gesellschaft und Kultur, Januar 1990/2

Essays in portugiesischer Sprache
- Werkverzeichnis in Triplov (Magazin, das Ernesto de Sousa gewidmet ist)[31]
- Texte in: Iclas - Instituto de Culturas Lusófonas[32]
- Bilinguidade. in eisFluências – Revista Cultural, 2012.[33]
- Cada país tem uma missão a realizar[34]
- A Europa abandonada à Esquerda… E depois?[35]
- Cidadaos que esclarecem[36]
- A Cruz com a cruz – Simbologia e Realidade[37]
- Relatório sobre a Comunidade Portuguesa de Ivry-Paris para o episcopado de Créteil- França 28.02.1979

In Mosambik:
- A alemanha rendeu-se atraiçoando assim a Europa. In macua.blogs.com, 2022.[38]